# سمندرک‌سانان
سمندرک‌سانان (نام علمی: Nectridea) نام یک راسته از زیررده پوک‌مهرگان است.